# HD16627
GSC2853-2201 є подвійною зорею, що знаходиться у сузір'ї Персей.
Дана подвійна система має видиму зоряну величину в смузі V приблизно 9,3.

## Подвійна зоря
Головна зоря цієї системи належить до хімічно пекулярних зір й має спектральний клас A0.
Інша компонента має спектральний клас A2.